# Belloa chilensis
Belloa chilensis là một loài thực vật có hoa trong họ Cúc. Loài này được (Hook. & Arn.) mô tả khoa học đầu tiên năm 1848.